# Ramsau am Dachstein
Ramsau am Dachstein este o comună cu 6.500 locuitori, situată în districtul Liezen, landul Steiermark, Austria.